# ويليس وليام ريتر
ويليس وليام ريتر (بالإنجليزية: Willis William Ritter)‏  (و.  – 1978 م) هو محامي، وقاضي من الولايات المتحدة الأمريكية.  

## التعليم
تعلم في جامعة شيكاغو، وكلية هارفارد للحقوق، وجامعة يوتا.

## مناصب وهيئات
أدار جامعة يوتا.